# Mona Lisa (Oper)
Mona Lisa ist eine Oper in zwei Akten samt Vor- und Nachspiel von Max von Schillings. Das Libretto verfasste Beatrice Dovsky; es verwebt die Entstehungsgeschichte des berühmten Gemäldes in eine Dreiecksgeschichte. Die Uraufführung fand am 26. September 1915 im Neuen Hoftheater in Stuttgart statt. Mona Lisa wurde zu Schillings größtem Erfolg.
Schillings zog sich 1913 in den heute sogenannten Mona-Lisa-Turm in Gürzenich am Weiherhof zurück. Dort stand damals ein Flügel, auf dem er innerhalb von sechs Wochen die Oper komponierte. Schillings sagte dazu: „Ich muss bekennen, dass ich bei keiner meiner Kompositionen mich innerlich so erregt und angespannt fühlte wie bei der Niederschrift der Mona Lisa.“ Die Partitur erhielt in den folgenden Monaten Gestalt und im Juli 1914, als der Erste Weltkrieg ausbrach, war das ganze Werk so gut wie fertig.

## Orchester
13 Holzbläser, 14 Blechbläser, sechs Mann Schlagzeug, zwei Harfen, eine Celesta, eine Mandoline, Streicher, Orgel und Glocken

## Handlung

### Ort und Zeit
Die im Vor- und Nachspiel erzählte Rahmenhandlung spielt zur Zeit der Uraufführung der Oper, also zu Beginn des 20. Jahrhunderts, die in den beiden Akten erzählte Geschichte im Jahr 1492 in Florenz.

### Vorspiel
Bild: Klostergang
Ein frisch vermähltes Ehepaar – er wesentlich älter als sie – befindet sich auf Hochzeitsreise in Florenz. Die beiden besuchen den ehemaligen Palast des Francesco del Giocondo, der heute ein Kloster ist. Ein Laienbruder führt sie. Von ihm erfahren sie, dass hier früher die durch Leonardos Gemälde Mona Lisa weltberühmt gewordene Lisa del Giocondo gewohnt hat. Die Frau bittet den Klosterbruder, deren Geschichte zu erzählen.

### Erster Akt
Bild: Saal in einem Palast
Der reiche Perlenhändler Francesco del Giacondo empfängt zahlreiche Gäste in seinem Palast. Es ist Karneval, und dieses Ereignis soll heute fröhlich gefeiert werden. Mona Lisa, die 24 Jahre jüngere Gattin des Hausherrn, kommt mit einem Irisstrauß von der Beichte zurück und macht wie immer einen traurigen Eindruck. Dies ändert sich erst, als Giovanni als letzter Gast den Saal betritt. Mit ihm hatte Mona Lisa in ihrer Jugendzeit eine heiße Affäre. Bei seinem Anblick flammt in ihr das alte Feuer wieder auf, was ihrem Ehemann nicht verborgen bleibt. Als dieser seine Frau und ihren Liebhaber bei trautem Tête-à-tête überrascht, flüchtet Giovanni in den offen stehenden Tresor, in dem Francesco seine Perlen verwahrt. Rasend vor Eifersucht wirft Francesco die Tür des Tresors zu, verschließt sie und wirft den Schlüssel durch ein Fenster in den vorbeifließenden Arno. Anschließend zwingt er seine Frau, ihm gefügig zu sein.

### Zweiter Akt
Bild: Saal in einem Palast
Am nächsten Morgen bringt Dianora, Francescos Tochter aus erster Ehe, ihrer Stiefmutter einen Schlüssel, den sie vor wenigen Minuten in ihrem Boot entdeckte. Mona Lisa erkennt gleich, dass es der Schlüssel zum Tresor ist. Nachdem sie das Mädchen in die Kirche geschickt hat, versucht sie, den doppeltürigen Schrank zu öffnen; doch bei der zweiten Türe lassen sie ihre Kräfte im Stich. Plötzlich wird sie von ihrem Mann überrascht und händigt ihm – diesmal mit ihrem berühmten geheimnisvollen Lächeln – den Schlüssel aus. Kaum hat Francesco die zweite Tür geöffnet, wirft Mona Lisa die erste hinter ihm zu. Nun ist er dazu verdammt, den gleichen Tod zu erleiden wie ihr Geliebter am Tag davor.
Mona Lisa bricht zusammen und stirbt.

### Nachspiel
Bild: Klostergang
Das Ehepaar hat die Erzählung des Laienbruders aufmerksam verfolgt. Dankbar übergibt die Frau dem Gottesmann eine reich gefüllte Geldbörse und bittet ihn, fürs Seelenheil der armen Mona Lisa eine Messe lesen zu lassen. Als sie sich mit ihrem Gatten dem Ausgang zuwendet, lässt sie einen Strauß Iris fallen. Der Bruder hebt die Blumen auf und küsst die Blüten. Wie er dem Ehepaar nachblickt, stammelt er die Worte: „Wer bist du? – Eva? – Magdalena? – Mona Lisa! – Mona Lisa!“